# Діонісій II Константинопольський
Діонісій II — патріарх Константинопольський з 1546 по 1556 рік.
Він народився в Галаті в Константинополі, звідси його прізвисько «Галатіанос» або «Галатіотіс». Патріархом Феолептом висвячений у сан клірика. Пізніше, близько 1540 року, він був обраний митрополитом Нікомодеї. Після смерті Патріарха Єремії I був скликаний Синод під головуванням Єрусалимського Патріарха Германа, який вирішив віднині обирати Патріарха з Синоду Митрополитів «Сходу, Заходу та Пелопоннесу». Незважаючи на це та без дотримання цієї процедури, 17 квітня 1546 року Діонісія було обрано Вселенським патріархом за підтримки галатів.
Намагаючись поліпшити фінансове становище Церкви, він висвятив свого друга Митрофана на митрополита Кесарії і відправив його до Риму і Венеції для збору коштів і контактів. Але він вступив у спілкування з папою Павлом III, що викликало великі протести та заворушення, як проти Митрофана, так і проти патріарха Діонісія, який його послав. Епізоди були спровоковані, і в листопаді 1547 року були викликані первосвященики та чиновники, які відмовилися від обох.
Щоб залишитися на троні після цих подій, Діонісій збільшив суму, надану патріархами султану. Таким чином, незважаючи на реакцію, викликану цією акцією, він залишався за підтримки султана на троні до липня 1556 року, коли його вбили ножем у храмі. Його поховали в монастирі Камаріотісса в Халках, який він сам відремонтував.